# بطولة كرة القدم الألمانية 1934
بطولة كرة القدم الألمانية 1934 (بالألمانية: Deutsche Fußballmeisterschaft 1933/34)‏ هو الموسم 27 من بطولة كرة القدم الألمانية ‏. أقيم خلال الفترة 8 أبريل 1934 وحتى 24 يونيو 1934، وأشرف على تنظيمه اتحاد ألمانيا لكرة القدم، وكان عدد الأندية المشاركة فيه 16، وفاز فيه شالكه 04.